# Вукалович, Михаил Петрович
Михаил Петрович Вукалович (1898—1969) — советский физик, доктор технических наук, профессор, лауреат Сталинской и Ленинской премий, основатель российской школы теоретического и экспериментального исследования физических свойств веществ.

## Биография
Михаил Петрович Вукалович родился 8 ноября 1898 года в селе Салтычия.
Окончил Нижегородский государственный университет, механический факультет. Работал техником в системе коммунального хозяйства Нижнего Новгорода.
С 1929 по 1935 год работал в системе Мосэнерго, одновременно занимаясь преподавательской деятельностью в МЭИ и готовя диссертацию.
В 1935 году защитил кандидатскую диссертацию и перешёл на постоянную работу в МЭИ. В 1938 году защитил докторскую диссертацию по технической термодинамике, был утверждён профессором и заведующим кафедрой теоретических основ теплотехники МЭИ. Руководил кафедрой до 1969 года.
Основным направлением научной работы М. П. Вукаловича стало составление таблиц свойств и состояния воды и водяного пара в широком диапазоне температур и давлений. Эти таблицы получили название Таблиц Вукаловича. Исследование термодинамических процессов в энергетических установках привело к составлению Уравнения состояния водяного пара Вукаловича. Также научной группой М. П. Вукаловича проводились исследования теплофизических свойств различных веществ: диоксида углерода, ртути, жидких полупроводников. За эти работы он был удостоен звания лауреата Сталинской премии в 1951 году.
В 1959 году за теоретические и экспериментальные исследования теплофизических свойств воды и водяного пара при высоких параметрах М. П. Вукаловичу совместно с В. А. Кириллиным и А. Е. Шейндлиным была присуждена Ленинская премия.
Ученики Вукаловича образовали несколько отдельных научных направлений, из кафедры теплотехники выделилось несколько кафедр-дочек. В частности, В. А. Кириллин и А. Е. Шейндлин основали кафедру инженерной теплофизики МЭИ.
C 1956 года Михаил Петрович Вукалович являлся главным редактором журнала «Теплоэнергетика». Также руководил секций Научно-технического совета Министерства высшего и среднего специального образования СССР, являлся членом редакционного совета издательства «Энергия».
Заслуженный деятель науки и техники РСФСР. Был награждён двумя орденами Трудового Красного Знамени.
Под руководством М. П. Вукаловича выполнили и защитили кандидатские и докторские диссертации более 50 научных сотрудников.
Похоронен на Ваганьковском кладбище (14 уч.).

## Память
В его честь названа кафедра Теоретических основ теплотехники Московского энергетического института.